# Receptor de glicina

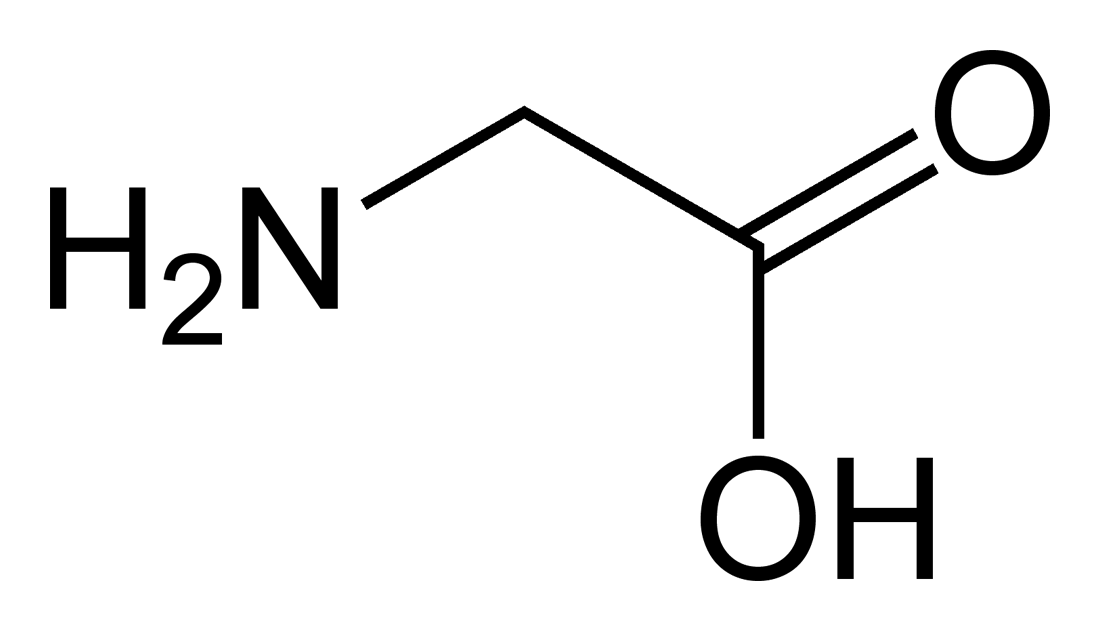
Glicina

O receptor de glicina, ou GlyR, é o receptor para o neurotransmissor aminoácido glicina. GlyR é um receptor ionotrópico que produz os seus efeitos através da corrente de cloro.